# Mihail Bulgakov
Mihail Afanasjevič Bulgakov (rus. Михаи́л Афана́сьевич Булга́ков, ukr. Миха́йло Опана́сович (Пана́сович) Булга́ков), (Kijev, 15. svibnja 1891. – Moskva, 10. ožujka 1940.) ruski pisac, dramaturg i kazališni redatelj. Autor je pripovijedaka, priča, feljtona, kazališnih komada, dramatizacija, filmskih scenarija i opernih libreta.

## Životopis
Mihail Bulgakov se rodio 15. svibnja 1891. u obitelji docenta (od 1902. – profesora) Kijevske duhovne akademije Opanasa Ivanoviča Bulgakova (1859. – 1907.) i njegove žene Varvare Mihajlovne (1869. – 1922.; djevojačko prezime Pokrovska) u Vozdviženskoj ulici 28 u Kijevu. U obitelji je bilo sedmero djece: Mihail (1891. – 1940.), Vira (1892. – 1972.), Nadija (1893. – 1971.), Varvara (1895. – 1954.), Mikola (1898. – 1966.), Ivan (1900. – 1969.) i Olena (1902. – 1954.).
Rodna mu se kuća nalazi u donjem dijelu Andrijivskog uzviza, a danas se kraj nje nalazi spomenik Bulgakovu.
Mihail Bulgakov je 1909. završio kijevsku Prvu gimnaziju i upisao se na medicinski fakultet "Taras Ševčenko" Kijevskog sveučilišta. 31. listopada 1916. završio je studij za liječnika s odličnim uspjehom.
Bulgakov se prvi put ženi 1913. s Tatjanom Lappom (ukr. Tetjana Mikolajivna Lappa) (1892. – 1982.). Njihovi novčani problemi započeli su već na dan svadbe. Uspomene Tatjane govore o očitom nedostatku novca: "Vela, naravno, nije bilo, vjenčanice također – potrošila sam sav novac koji je otac poslao. Mama je došla na vjenčanje – i užasnula se. Imala sam platnenu plisiranu suknju, a mama je kupila bluzu. Vjenčao nas je otac Aleksandr (Aleksandr Glagolev, poznanik oca Mihaila Bulgakova)... iz nekog razloga smo se jako hihotali pod vijencem. Kući smo se poslije crkve vraćali u kočiji. Na objedu je bilo malo gostiju. Pamtim da je bilo puno cvijeća, najviše – narcisa..." Tatjanin otac im je mjesečno slao 50 rubalja, što je u to vrijeme bio pristojan iznos. No novac im je brzo nestajao jer je Bulgakov bio spontana osoba i nije volio štedjeti. Ako bi mu se prohtjelo da dođe taksijem zadnjim novcem, bez razmišljanja bi to učinio. "Majka je žestoko kritizirala zbog lakomislenosti. Došli bi objedovati k njoj, a ona bi vidjela da – nema ni mojeg prstenja ni lančića. No, dakle, sve je u zalagaonici!"
Nakon početka Prvog svjetskog rata M. Bulgakov je nekoliko mjeseci radio kao liječnik u prifrontnoj zoni. Zatim su ga poslali da radi u selo Nikoljskoje Smolenske gubernije, a nakon toga je radio kao liječnik u Vjazmi.
Godine 1917. počeo je uzimati morfij, isprva da olakša alergijske reakcije na lijek protiv difterije, koji je uzeo bojeći se bolesti nakon obavljene operacije. Zatim je uzimanje morfija postalo redovito. U listopadu 1917. prvi put je došao u Moskvu, zaustavivši se kod svog ujaka, poznatog moskovskog liječnika-ginekologa N.M. Pokrovskog, koji je postao prototip profesora Preobraženskog iz pripovijesti "Pseće srce". Ujesen 1918. Bulgakov se vraća u Kijev gdje započinje privatnu praksu kao venerolog. U to vrijeme prestaje uzimati morfij.
Za vrijeme Građanskog rata u Rusiji, u veljači 1919., Bulgakova su mobilizirali kao vojnog liječnika u vojsku Ukrajinske narodne republike.
Te iste godine je radio i kao liječnik Crvenog križa, a zatim i u Oružanim snagama Juga Rusije. U sastavu Treće Terske kozačke pukovnije borio se na Sjevernom Kavkazu. Aktivno je objavljivao u novinama (članak "Buduće perspektive"). Za vrijeme povlačenja Dobrovoljačke armije početkom 1920. ne odlazi u Gruziju, nego ostaje u Vladikavkazu jer obolijeva od tifusa.
Krajem rujna 1921. Bulgakov se preselio u Moskvu i počeo surađivati kao feljtonist s moskovskim novinama ("Gudok", "Rabočij") i časopisima ("Medicinskij rabotnik", "Rossija", "Vozroždenije"). U to vrijeme je objavio pojedina djela u novinama "Nakanune" koje su izlazile u Berlinu. Od 1922. do 1926. u novinama "Gudok" je bilo objavljeno više od 120 reportaža, ogleda i feljtona Bulgakova.
1923. Bulgakov je postao član Sveruskog saveza pisaca (rus. "Всероссийский Союз писателей"). 1924. je upoznao Ljubov Jevgenjevnu Belozersku (1898. – 1987.), koja se nedavno vratila iz inozemstva, i koja je 1925. postala njegovom drugom ženom.
U listopadu 1926. u MHAT-u je s velikim uspjehom održana predstava "Dani Turbina". Dopustili su izvedbu na godinu dana, no kasnije se nekoliko puta produživala jer se drama svidjela Staljinu. Međutim, u svojim istupima J. Staljin se složio: "Dani Turbina" su – antisovjetski komad, i Bulgakov nije naš". Istovremeno se u sovjetskom tisku širi intenzivna i krajnje oštra kritika stvaralaštva M. Bulgakova. Sam je izbrojio 298 oštro kritičkih recenzija i 3 dobronamjerne u rasponu od 10 godina. Među kritičarima su bili i utjecajni činovnici i književnici kao Vladimir Majakovski, Bezymenski, Averbah, Šklovski, Platon Keržencev i mnogi drugi.
Krajem listopada 1926. u Državnom akademskom kazalištu "Vahtangov" s velikim je uspjehom premijerno održana predstava "Zojkin stan".
1928. Bulgakov je otputovao sa ženom na Kavkaz; posjetili su Tbilisi, Batumi, Zeleni Mis, Vladikavkaz, Gudermes. U Moskvi je te godine premijerno održana predstava "Grimizni otok". Kod Bulgakova se pojavila zamisao romana kasnije nazvanog "Majstor i Margarita". Pisac je također započeo rad na komadu o Moliereu ("Magija prijetvornika").
1929. Bulgakov je upoznao Jelenu Sergejevnu Šilovsku koja je postala njegovom trećom i ujedno posljednjom ženom 1932.
Do 1930. Bulgakovljeva djela su se prestala izdavati, kazališni komadi povlačili su se repertoara kazališta. Bile su zabranjene izvedbe "Bijega", "Zojkinog stana", "Grimiznog otoka", "Dani Turbina" su skinuti s repertoara. 1930. Bulgakov je pisao bratu Nikolaju u Pariz o svojoj nepovoljnoj književno-teatralnoj situaciji i teškom materijalnom stanju. U tom razdoblju je napisao pismo Vladi SSSR-a, s molbom da mu ili daju pravo da emigrira, ili da mu pruže mogućnost da radi u MHAT-u. 1. travnja 1930. Bulgakova je nazvao Staljin koji mu je preporučio da se obrati s molbom da ga prime u MHAT.
1930. je radio kao redatelj u Središnjem kazalištu radne mladeži (rus. Центральный театр рабочей молодёжи ili ТРАМ). Od 1930. do 1936. – u MHAT-u kao redatelj-asistent. 1932. na sceni MHAT-a izvode komad "Mrtve duše" Gogolja prema dramatizaciji Bulgakova. Komad "Magija prijetvornika" se pojavio 1936., nakon gotovo 5 godina proba. Nakon sedam izvedbi komad je zabranjen, a u novinama "Pravda" objavljen je razoran članak o toj "neiskrenoj, reakcionarnoj i lošoj" predstavi.
U siječnju 1932. Staljin (službeno – A. Jenukidze) ponovo dopušta izvedbu "Dana Turbina", i do rata se više nije zabranjivala. Međutim, niti jedno je kazalište, osim MHAT-a, nije izvodilo.
1936., nakon članka u "Pravdi", Bulgakov je otišao iz MHAT-a i počeo raditi u Boljšom teatru kao libretist i prevoditelj. 1937. Bulgakov radi na libretu "Minin i Požarski" i "Petar I". Družio se s Isaakom Dunajevskim, popularnim sovjetskim kompozitorom.
1939. Bulgakov je radio na libretu "Rachel", a također na komadu o Staljinu ("Batum"). Zdravlje mu se počelo naglo pogoršavati. Liječnici su mu dijagnosticirali hipertenzivnu nefrosklerozu. Nastavio je uzimati morfij koji mu je prepisan 1924. da smanji bolove. U tom je razdoblju počeo diktirati ženi zadnje verzije "Majstora i Margarite".
Od veljače 1940. prijatelji i obitelj su stalno dežurali kraj njegove postelje. Bulgakov je preminuo 10. ožujka 1940. 11. ožujka održana je komemorativna svečanost u zgradi Saveza Sovjetskih pisaca. Prije svečanosti moskovski kipar Sergej Merkurov skinuo je s njegova lica posmrtnu masku.
Bulgakov je sahranjen na Novodjevičanskom groblju. Na njegovom je grobu, zahvaljujući Jeleni Bulgakovoj, postavljen kamen prozvan "Golgota", koji je ranije ležao na grobu Nikolaja Gogolja.
Bulgakov je bio u prijateljskim odnosima s Vikentijem V. Veresajevim, M. Vološinim. Poštovao je Pasternaka. Jednom su se za imendan žene dramaturga Konstantina Trenjova, njegova susjeda, Bulgakov i Pasternak našli za istim stolom. Pasternak je s nekom posebnom aspiracijom čitao stihove koje je sam preveo s gruzijskog jezika. Nakon prve zdravice za domaćicu Pasternak je kazao: "Želim ispiti za Bulgakova!" Slavljenica mu je prigovorila: "Ne, ne! Sad ćemo ispiti za Vikentija Vikentjeviča, a zatim za Bulgakova! Pasternak je uskliknuo: "Ne, ja želim za Bulgakova! Veresajev je, naravno, jako velik čovjek, no on je – legalna pojava. A Bulgakov – nelegalna!" Ana Ahmatova je nakon smrti pisca napisala pjesmu "Sjećanju M.A. Bulgakova" (ožujak, 1940.).
Roman "Majstor i Margarita" prvi je put izdan u časopisu "Moskva" 1966., dvadeset i šest godina nakon smrti autora, čime je Bulgakov postao svjetski poznat autor.

## Stvaralaštvo
Svoju prvu novelu (rus. рассказ) Mihail Bulgakov je po vlastitim riječima napisao 1919. godine.
Od 1922. do 1923. izdaju se "Bilješke na manžetama" (rus. "Записки на манжетах").
1924. je izdan roman "Bijela garda" (rus. "Белая гвардия"), o tragičnim događajima borbe za vlast između različitih političkih sila Ukrajine 1918. godine.
1925. godine izlazi zbornik satiričnih novela "Đavolijada" (rus. "Дьяволиада"). 1925. također izlazi pripovijetka "Kobna jaja" (rus. "Роковые яйца"), novela "Čelično grlo" (rus. "Стальное горло"), prva iz ciklusa "Bilješke mladog liječnika" (rus. "Записки юного врача"). Pisac radi nad pripovijetkom "Pseće srce" (rus. "Собачье сердце"), kazališnim komadima "Dani Turbina" (rus. "Дни Турбиных") i "Zojkin stan" (rus. "Зойкина квартира").
1926. u MHAT-u je postavljen komad "Dani Turbina".
1927. Bulgakov završava dramu "Bijeg" (rus. "Бег").
Od 1926. do 1929. godine u Teatru-studiju Jevgenija Vahtangova izvodio se "Zojkin stan", od 1928. do 1929. godine u Moskovskom Komornom kazalištu postavljen je komad "Grimizni otok" (rus. "Багровый остров", 1928.).
1932. godine obnovljena je izvedba "Dana Turbina" u MHAT-u.
1934. godine završena je prva potpuna verzija romana "Majstor i Margarita" koja uključuje 37 poglavlja.

## Djela Mihaila Bulgakova

### Pripovijesti i romani
- Čičikovljevi doživljaji (rus. Похождения Чичикова), poema u 2 čina s prologom i epilogom, 1922.
- Bijela garda (rus. Белая гвардия), roman, 1922. – 1924.
- Đavolijada (rus. Дьяволиада), pripovijest, 1923.
- Bilješke na manžetama (rus. Записки на манжетах), pripovijest, 1923.
- Grimizni otok (rus. Багровый остров), pripovijest izdana u Berlinu 1924.
- Kobna jaja (rus. Роковые яйца), pripovijest, 1924.
- Pseće srce (rus. Собачье сердце), pripovijest iz 1925., u SSSR-u izdana tek 1987.
- Veliki kancelar. Knez tame (rus. Великий канцлер. Князь тьмы), dio skice romana "Majstor i Margarita", 1928. – 1929.
- Kopito inženjera (rus. Копыто инженера), roman, 1928. – 1929.
- Tajnom drugu (rus. Тайному другу), nedovršena pripovijest, 1929., u SSSR-u izdana 1987.
- Majstor i Margarita (rus. Мастер и Маргарита), roman, 1929. – 1940., u SSSR-u izdavan 1966. – 1967., u potpunosti 1973.
- Život gospodina de Molierea (rus. Жизнь господина де Мольера), roman, 1933., u SSSR-u izdan 1962.
- Kazališni roman (rus. Театральный роман), Bilješke pokojnika (rus. Записки покойника), nedovršeni roman, 1936. – 1937., u SSSR-u izdan 1965.

### Kazališni komadi, libreta, filmski scenariji
- Zojkin stan (rus. Зойкина квартира), drama, 1925., u SSSR-u izvedena 1926., izašla u masovnoj nakladi 1982.
- Dani Turbina (rus. Дни Турбиных), drama napisana na osnovi romana "Bijela garda", 1925., u SSSR-u izvedena 1925., izašla u masovnoj nakladi 1955.
- Bijeg (rus. Бег), drama, 1926. – 1928.
- Grimizni otok (rus. Багровый остров), drama, 1927., u SSSR-u izdana 1968.
- Magija prijetvornika (rus. Кабала святош), drama, 1929., (u SSSR-u izvedena 1936.); 1931. cenzura je dopustila izvedbu s nizom kraćenja pod nazivom "Moliere", no u takvom obliku je bila odgođena
- Adam i Eva (rus. Адам и Ева), drama, 1931.
- Slaboumni Žurden (rus. Полоумный Журден), drama, 1932., u SSSR-u izdana 1965.
- Blaženstvo (san inženjera Rejna) (rus. Блаженство [сон инженера Рейна]), drama, 1934., u SSSR-u izdana 1966.
- Revizor (rus. Ревизор), filmski scenarij, 1934.
- Posljednji dani (Aleksandar Puškin) (rus. Последние дни [Александр Пушкин]), drama, 1935., u SSSR-u izdana 1955.
- Neobičan događaj, ili Revizor (rus. Необычайное происшествие, или Ревизор), drama prema komediji Nikolaja Gogolja, 1935.
- Ivan Vasiljevič (rus. Иван Васильевич), drama, 1936.
- Minin i Požarski (rus. Минин и Пожарский), libreto za operu, 1936., u SSSR-u izdan 1980.
- Crno more (rus. Чёрное море), libreto za operu, 1936., u SSSR-u izdan 1988.
- Rachel (rus. Рашель), libreto za operu prema motivima novele "Mademoiselle Fifi" Guya de Maupassanta, 1937. – 1939., u SSSR-u izdan 1988.
- Batum (rus. Батум), drama o mladosti Staljina, prvobitan naziv "Pastir" (rus. Пастырь), 1939., u SSSR-u izdana 1988.
- Don Quijote (rus. Дон Кихот), libreto za operu prema romanu Miguela de Cervantesa, 1939.

### Novele
| - №13. – Dom Eljpit-Rabkommune (rus. Дом Эльпит-Рабкоммуна), 1922. - Aritmetika (rus. Арифметика), zbornik "Zabilješke i minijature" (rus. "Заметки и миниатюры", 1922. - Uoči 3-eg dana (rus. В ночь на 3-е число), zbornik "Zabilješke i minijature", 1922. - U kazalištu Zimina (rus. В театре Зимина), zbornik "Zabilješke i minijature", 1922. - Kako je on poludio (rus. Как он сошёл с ума), zbornik "Zabilješke i minijature", 1922. - Kaenpe i kape (rus. Каэнпе и капе), zbornik "Zabilješke i minijature", 1922. - Crvena kruna (rus. Красная корона), zbornik "Zabilješke i minijature", 1922. - Napad. U čarobnoj svjetiljci (rus. Налёт. В волшебном фонаре), zbornik "Zabilješke i minijature", 1922. - Neobični doživljaji doktora (rus. Необыкновенные приключения доктора), zbornik "Zabilješke i minijature", 1922. - Sedmog dana studenog (rus. Ноября 7-го дня), zbornik "Zabilješke i minijature", 1922. - Čuvajte se krivotvorina! (rus. Остерегайтесь подделок!), zbornik "Zabilješke i minijature", 1922. - Ptice na mansardi (rus. Птицы в мансарде), zbornik "Zabilješke i minijature", 1922. - Radnički grad-vrt (rus. Рабочий город-сад), zbornik "Zabilješke i minijature", 1922. - Sovjetska inkvizicija (rus. Советская инквизиция), zbornik "Zabilješke i minijature", 1922. - Kineska povijest. 6 prizora umjesto priče (rus. Китайская история. 6 картин вместо рассказа), 1923. - Sjećanje... (rus. Воспоминание...), novela posvećena smrti Lenjina, 1924. - Hanska vatra (rus. Ханский огонь), 1924. | - Ubrus s pijetlom (rus. Полотенце с петухом), ciklus "Bilješke mladog liječnika", 1925. - Krštenje okretanjem (rus. Крещение поворотом), ciklus "Bilješke mladog liječnika", 1925. - Čelično grlo (rus. Стальное горло), ciklus "Bilješke mladog liječnika", 1925. - Mećava (rus. Вьюга), ciklus "Bilješke mladog liječnika", 1925. - Mrkli mrak (rus. Тьма египетская), ciklus "Bilješke mladog liječnika", 1925. - Izgubljeno oko (rus. Пропавший глаз), ciklus "Bilješke mladog liječnika", 1925. - Zvjezdani osip (rus. Звёздная сыпь), ciklus "Bilješke mladog liječnika", 1925. - Boema (rus. Богема), 1925. - Praznik sa sifilisom (rus. Праздник с сифилисом), humoristična novela, 1925. - Priča o karo asovima (rus. Бубновая история), 1926. - Ja sam ubio (rus. Я убил), 1926. - Morfij (rus. Морфий), 1926. - Traktat o stanu (rus. Трактат о жилище), zbornik "Traktat o stanu", 1926. - Psalam (rus. Псалом), zbornik "Traktat o stanu", 1926. - Četiri portreta (rus. Четыре портрета), zbornik "Traktat o stanu", 1926. - Jezero rakije (rus. Самогонное озеро), zbornik "Traktat o stanu", 1926. |

### Publicistika i feljtoni
- Iz svega glasa (rus. Благим матом), 1925.
- Boema (rus. Богема), 1925.
- Bratski poklon njemačkih radnika (rus. Братский подарок немецких рабочих), 1922.
- Bračna katastrofa (rus. Брачная катастрофа), 1924.
- Priča o karo asovima (rus. Бубновая история), 1926.
- Urnebes s pečatima (rus. Буза с печатями), 1925.
- Burnakovski nećak (rus. Бурнаковский племянник), 1924.
- Bivši Singer. Drž. tvornica u Podoljsku (rus. Бывший Зингер. Гос. механический завод в Подольске), 1922.
- U kavani (rus. В кафэ), 1920.
- U društvu i svijetu (rus. В обществе и свете), 1924.
- U kazalištu Zimina. Skice olovkom (rus. В театре Зимина. Наброски карандашом), 1923.
- U školi gradića III. Internacionale (rus. В школе городка III Интернационала), 1923.
- Moskovska tvornica za popravke tramvaja (rus. Вагонно-ремонтный завод московского трамвая), 1922.
- Rat vode sa željezom (rus. Война воды с железом), ogled, 1924.
- Zvrkovi na kotačima (rus. Волчки на колесах), 1922.
- Vratite platformu! (rus. Восстановите платформу!), 1925.
- Genijalna ličnost (rus. Гениальная личность), 1925.
- Propast Šurke-opunomoćenika. Doslovna priča radničkog dopisnika (rus. Гибель Шурки-уполномоченного. Дословный рассказ рабкора), 1924.
- Glav-polit-liturgija (rus. Глав-полит-богослужение), 1924.
- Nesretnik-Vsevolod. Povijest jednog bezobrazluka (rus. Горемыка-Всеволод. История одного безобразия), 1925.
- Državna tvornica mineralnih voda i voćnih sokova (rus. Государственный завод минеральных и фруктовых вод № 1), 1922.
- Bučni raj (rus. Громкий рай), 1926.
- Buduće perspektive (rus. Грядущие перспективы), 1919.
- Dvoliki Čems (rus. Двуликий Чемс), 1925.
- Posao ide (rus. Дело идет), Rabočaja gazeta, Moskva, 11. kolovoza 1922.
- Posao se širi (rus. Дело расширяется), Rabočaja gazeta, Moskva, 22. kolovoza 1922.
- Dan našega života (rus. День нашей жизни), Nakanune, Berlin – Moskva, 2. rujna 1923.
- Dječja priča (rus. Детский рассказ), Sovetskij artist, Moskva, 1. siječnja 1939.
- Dinamit!!! (rus. Динамит!!!), Gudok, Moskva, 30. rujna 1925.
- Nepristrano saslušanje (rus. Допрос с беспристрастием), Gudok, Moskva, 9. kolovoza 1924.
- Kvasac i bilješke (rus. Дрожжи и записки), Gudok, Moskva, 30. lipnja 1925.
- Đavolijada. Pripovijest o tome kako su blizanci pogubili poslovođu (rus. Дьяволиада. Повесть о том, как близнецы погубили делопроизводителя), Nedra, Moskva, ožujak 1924., № 4
- Egipatska mumija. Priča člana Sindikata (rus. Египетская мумия. Рассказ члена Профсоюза), Smehač, L., 10. rujna 1924., № 16
- Željeni vlak (rus. Желанный платило), Gudok, Moskva, 10. listopada 1924.
- Začarano mjesto (rus. Заколдованное место), Gudok, Moskva, 9. siječnja 1925.
- Dokaz ljubavi (rus. Залог любви), Gudok, Moskva, 12. veljače 1925.
- Zaporošci pišu pismo turskom sultanu (rus. Запорожцы пишут письмо турецкому султану), Gudok, Moskva, 3. lipnja 1925.
- Zasjedanje u nazočnosti člana (rus. Заседание в присутствии члена), Gudok, Moskva, 17. lipnja 1924.
- Zvjezdani osip (rus. Звездная сыпь), Medicinskij rabotnik, Moskva, kolovoz 1926., № 29, № 30
- Zvuci nezemaljske polke (rus. Звуки польки неземной), Gudok, Moskva, 19. studenog 1924.
- Stjegonoše budućih bojeva. Dan 3-eg rujna (rus. Знаменосцы грядущих боев. День 3-го сентября) Rabočaja gazeta, Moskva, 5. rujna 1922.
- Zlaćani grad (rus. Золотистый город), Nakanune, Berlin – Moskva, rujan-listopad 1923.
- Biblifetčik (rus. Библифетчик), feljton, 1924.
- Zamoran put. Monolog uprave. Nije bajka, nego istinita priča. (rus. Беспокойная поездка. Монолог начальства. Не сказка, а быль), feljton, 1923.
- Bezobrazluk u tvornici "Jarig" (rus. Безобразия на заводе „Яриг“), feljton, 1922.
- Apoteka (rus. Аптека), feljton, 1925.
- Autoklave treba dobiti, a odjel dograditi (rus. Автоклавы нужно получить, а корпус достроить), feljton, 1922.
- Akatist našoj kvaliteti (rus. Акафист нашему качеству), feljton, 1926.
- Američki radnici nam daju svoj trud (rus. Американские рабочие отдают нам свой труд), feljton, 1922.
- Banana i Sidaraf (rus. Банан и Сидараф), feljton, 1924.
- Kupališna službenica Ivan (rus. Банщица Иван), feljton, 1925.
- Belobrisova knjižica. Notes (rus. Белобрысова книжка. Формат записной), feljton izdan u Berlinu 1924.
- Bračna katastrofa (rus. Брачная катастрофа), feljton, 1924.
- Upala mozgova (rus. Воспаление мозгов), feljton, 1926.
- Ukleti Holandez (rus. Летучий голландец), feljton, 1926.
- Loš tip (rus. Паршивый тип), feljton, 1926.
- Pas koji govori (rus. Говорящая собака), feljton, 1924.
- Dvoliki Čems (rus. Двуликий Чемс), novela
- Dokaz ljubavi (rus. Залог любви), novela
- Zvuci nezemaljske polke (rus. Звуки польки неземной), novela
- Zlatne prepiske Feraponta Ferapontoviča Kaporceva (rus. Золотые корреспонденции Ферапонта Ферапонтовича Капорцева), feljton, 1926.
- Zlaćani grad (rus. Золотистый город), novela
- Igra prirode (rus. Игра природы), novela
- Kako se Buton ženio (rus. Как Бутон женился), novela
- Kondukter i član carske obitelji (rus. Кондуктор и член императорской фамилии), novela
- Kotač sudbine (rus. Колесо судьбы), novela
- Mademoiselle Žanna (rus. Мадмазель Жанна), novela
- Mrtvi hodaju (rus. Мертвые ходят), novela
- Moskva crvenokamena (rus. Москва краснокаменная), novela
- Oni hočeju pokazat svoju obrazovanost... (rus. Они хочуть свою образованность показать...)
- O koristi alkoholizma (rus. О пользе алкоголизма), novela
- Trg na kotačima (rus. Площадь на колесах), feljton, 1926.
- Pod staklenim nebom (rus. Под стеклянным небом), novela
- Doživljaji pokojnika (rus. Приключения покойника), novela
- Prosvjećenje s krvoprolićem (rus. Просвещение с кровопролитием), novela
- Putne zabilješke (rus. Путевые заметки), novela
- Posao dostiže 30 stupnjeva (rus. Работа достигает 30 градусов)
- Sjajna svakidašnjica (rus. Самоцветный быт), feljton, 1926.
- Kontaktom po lubanji (rus. Смычкой по черепу)
- Vrlo mnogo (rus. Сорок сороков)
- Spiritistička seansa (rus. Спиритический сеанс)
- Red na red (rus. Стенка на стенку), novela
- Prijestolnica u notesu (rus. Столица в блокноте), novela
- Žohar (rus. Таракан), novela
- Rep koji se grize (rus. Угрызаемый хвост), novela
- Vidar (rus. Целитель), novela
- Crni mag (rus. Черный маг)
- Chanson d'ete (rus. Шансон д'этэ)
- Šprehen zi dojč? (rus. Шпрехен зи дейтч?)
- Bio je svibanj... (rus. Был май...)
- Voda života (rus. Вода жизни), feljton, 1926.
- Buduće perspektive (rus. Грядущие перспективы), feljton, 1919.
- U kavani (rus. В кафе), feljton, 1920.
- Tjedan prosvjećenja (rus. Неделя просвещения), feljton, 1921.
- Trgovačka renesansa (rus. Торговый ренессанс), feljton, 1922., (u SSSR-u izdan 1988.)
- Pehar života (rus. Чаша жизни), feljton, 1922.
- Benefic lorda Kerzona (rus. Бенефис лорда Керзона), feljton izdan u Berlinu 1923.
- Dan našega života (rus. День нашей жизни), feljton, 1923.
- Moskovske scene (rus. Московские сцены, feljton, 1923.
- Predmet "Komarov" (rus. Комаровское дело), feljton, 1923.
- Kijev-grad (rus. Киев-город), feljton, 1923.
- Stube prema nebu (rus. Лестница в рай),feljton, 1923.
- Sati života i smrti (rus. Часы жизни и смерти), ogled povodom smrti Lenjina, 1924.
- U sate smrti (rus. В часы смерти), ogled povodom smrti Lenjina, 1924.
- Egipatska mumija (rus. Египетская мумия), feljton, 1924.
- Moskva 20-ih godina (rus. Москва 20-х годов), feljton, 1924.
- Putovanje po Krimu (rus. Путешествие по Крыму), ogled, 1925.
- Pismo M.A. Bulgakova vladi SSSR-a (rus. Письмо М. А. Булгакова правительству СССР), otvoreno pismo, 1930.

## Ekranizacije djela
- Pilatus und Andere, Ein Film für Karfreitag (Pilat i drugi) – TV film prema motivima romana "Majstor i Margarita", BRD, 1972.
- Majstor i Margarita – film, Jugoslavija – Italija, 1972.
- Mistrz i Małgorzata – TV serija u 4 nastavka, Poljska, 1989.
- Incident in Judea – TV film prema motivima romana "Majstor i Margarita", Velika Britanija, 1991., režiser Paul Bryers
- Master i Margarita – film, Rusija, 1994.
- Master i Margarita TV predstava, Rusija, 1996., režiser Sergej Desnicki
- A mester és Margarita – kratkometražni film, Mađarska, 2005.
- Master i Margarita – TV serija, Rusija, 2005.
- Master i Margarita, čast' pervaja, glava 1 – animirani film, Izrael, 2010., režiser Terentij Osljabja
- Bekstvo – TV film, Jugoslavija, 1968., režiser Zdravko Sotra
- Beg – film prema motivima djelâ "Beg", "Belaja gvardija", "Čornoje more", SSSR, 1970.
- La fuite (Bijeg) – TV film, Francuska, 1971., režiser Philippe Joulia
- Ivan Vasiljevič menjajet professiju – film prema motivima kazališnog komada "Ivan Vasiljevič", SSSR, 1973.
- Cuore di cane (Pseće srce) – film, Italija, 1976.
- Dni Turbinyh – film, SSSR, 1976.
- Sobačje serdce – film, SSSR, 1988.
- Istorija boljezni – film prema motivima pripovijesti "Krasnaja korona", SSSR, 1990.
- Zapiski junogo vrača – film, Rusija, 1991.
- Krasnyj ostrov – film prema motivima djelâ "Bagrovyj ostrov", "Teatraljnyj roman", "Ivan Vasiljevič", "Moljer", "Djavoliada", SSSR, 1991.
- Le uova fatali (Kobna jaja) – TV film, Italija, 1977., režiser Ugo Gregoretti
- Rokovyje jajca – film, Rusija, 1995.
- Teatraljnyj roman – film, Rusija, 2003., režiseri Oleg Babickij i Jurij Goljdin
- Morfij – film prema motivima djelâ "Zapiski junogo vrača", "Morfij", Rusija, 2008.
- Belaja gvardija – TV serija, Rusija, 2011.

## Kazališne izvedbe prema djelima Mihaila Bulgakova
- Master i Margarita Jurija Ljubimova, Moskovsko kazalište na Taganki, 1977.
- Master i Margarita Aleksandra Dzekuna, Saratovsko akademsko dramsko kazalište "Karl Marks", 1986.
- Zojkina kvartira Tatjane Doronine, MHAT "M. Gorki", Moskva, 1988.
- Poloumnyj žurden Tatjane Doronine, MHAT "M. Gorki", Moskva, 1991.
- Belaja gvardija Tatjane Doronine, MHAT "M. Gorki", Moskva, 1991.
- Master i Margarita Valerija Beljakoviča, Kazalište na Jugo-zapadu, Moskva, 1993.
- Master i Margarita Valerija Beljakoviča, Kazalište Sveučilišta Illinois, Chicago, 1994.
- Master i Margarita Valerija Beljakoviča, Penzensko dramsko kazalište, 1995.
- Master i Margarita Valerija Beljakoviča, MHAT "M. Gorki", Moskva, 2009.
- Bal pri svečah ("Majstor i Margarita") Vladimira Prudkina, MHAT "M. Gorki", Moskva, 1984.
- Šizofrenija, kak bylo skazano ("Majstor i Margarita) Mihaila Zonnenštralja, Moskovsko akademsko kazalište satire, Moskva, 1993.
- Neobyknovennyje priključenija Mastera ("Majstor i Margarita") Sergeja Desnickog, Kazalište kod Nikitskih Vrata, Moskva
- Master i Margarita, ili Sny Ivana Bezdomnogo ("Majstor i Margarita") Romana Viktjuka, Rusko dramsko kazalište, Vilnius, 1988.
- Master i Margarita Kirilla Ganina
- Master i Margarita Sergeja Aldonina, Moskovsko dramsko kazalište "K.S. Stanislavski", Moskva, 2001.
- Master i Margarita, Harkovsko akademsko kazalište lutaka
- Master i Margarita Aleksandra Gorškova, kazalište "NotaBene"
- Master i Margarita Sergeja Fedotova, Kazalište "Kod Mosta", Perm, 1999.
- Master i Margarita Valerija Šackog, Rjazansko državno oblasno kazalište lutaka, Rjazanj
- Mjuzikl Master i Margarita Leonida Polonskog, Moskovsko dječje estradno kazalište, 2009.
- Mjuzikl Rukopis' Mastera ("Majstor i Margarita") Dmitrija Isaičeva, Rusija, 2010.
- Master i Margarita Leljavskog, Bjelorusko državno kazalište lutaka, Minsk, 1987.
- Master i Margarita V. Masljuka, Državno akademsko rusko kazalište "M. Gorki", Minsk, 1988.)
- Majstor i Margarita Grahama Younga, Velika Britanija
- Majstor i Margarita Franka Kastorfa, Njemačka
- Majstor i Margarita Brune Maksa, Mađarska
- Majstor i Margarita Aleksandra Marina, Kanada
- Majstor i Margarita Romana Prošnika, Austrija
- Majstor i Margarita Stefana Moskova, Bugarska
- Majstor i Margarita Jonasa Vajtkusa, Litva
- Majstor i Margarita Oskarasa Koršunovasa, Litva
- Majstor i Margarita Sandu Greku, Moldavija
- Majstor i Margarita Krystiana Lupe, Poljska
- Rock opera Djavol v Moskve (Majstor i Margarita) Avija Benjamina, režiser Jevgenij Arje, Kazalište Gešer, Jafa, 2000.
- Master i Margarita, Kazalište "I. Franko", Kijev
- Master i Margarita, Kazalište "Gribojedov", Tbilisi
- Majstor i Margarita, Kazalište Sinetik, Washington, 2004., 2010.
- Master i Margarita Aljoe Čubarove i Irine Jegorove, Moskovsko dramsko kazalište "Komediant", predstave prema motivima romana: "Sadovaja 10, daljeje – vezde...", "Veščica", 2008.
- Majstor i Margarita Ozrena Prohića, Kazalište "Gavella", Zagreb, 2006.

## Muzeji
- Državni muzej "M.S. Bulgakov" u Moskvi, "Zlosretni stan"
- Kulturni centar "Bulgakovski dom" (Boljšaja Sadova, d. 10, Moskva)
- "Dom Turbina", književno-memorijalni muzej "M.A. Bulgakov" u Kijevu: Andrejevski spusk, d. 13.[14]
- "Muzej jedne ulice" (muzej posvećen povijesti Andrejevskog spuska, jednog od starih puteva u Kijevu koji spaja gornji, centralni dio grada, s donjim, trgovačkim dijelom) – dio postava je posvećen životu Mihaila Bulgakova i njegovom stvaralaštvu.

## Sjećanje na književnika

### 120-godišnjica
- 15. svibnja 2011. godine u Kijevu su proslavili 120-godišnjicu od rođenja M. Bulgakova.[15][16]
- 15. svibnja na kanalu "Kul'tura" prikazali su umjetnički film "Teatraljnyj roman" (hrv. "Kazališni roman".[17]
- U Moskvi u muzeju-stanu u Boljšoj Sadovoj pripremili su tri nove izložbe[18][19]:
  - "Prinove u muzeju" (rus. "Новые поступления");
  - "U ladici pisaćeg stola" (rus. "В ящике письменного стола");
  - "Osam snova. Bijeg" (rus. "Восемь снов. Бег").[20]
- Na majuru Bulgakovih u gradu Buča Kijevske oblasti proslavio se dan rođenja M. Bulgakova. Otkrili su spomenik piscu, položili temelj za vrt i održali međunarodni kazališni festival.[21][22]

## Djela prevedena na hrvatski jezik
- Crni snijeg (kazališna novela), Bookglobe, Zagreb, 2001., (prev. Dina Kerhin-Lapaine) ISBN 953-6535-12-2
- Crni snijeg. Pseće srce, Europapress holding, Zagreb, 2010. (prev. Dina Kerhin-Lapaine) ISBN 9789533001883
- Đavolijada, Bookglobe, Zagreb, 2002. (prev. Igor Buljan) ISBN 953-6535-21-1
- Kobna jaja (pripovijest), Zagreb, Sysprint, 2000. (prev. Zlatko Crnković) ISBN 953-6786-42-7
- Majstor i Margarita:
  - Naprijed, Zagreb, 1969. (prev. Vida Flaker)
  - Liber, Zagreb, 1980., 1985., 1988. (prev. Vida Flaker) ISBN 86-329-0045-5
  - Veselin Masleša, Sarajevo, 1988., 1990. (prev. Vida Flaker) ISBN 86-21-00175-6
  - SNL, Zagreb, 1988. (prev. Vida Flaker)
  - Andromeda, Rijeka, 1993. (prev. Vida Flaker)
  - Naprijed, Zagreb, 1999. (prev. Vida Flaker) ISBN 953-178-118-4
  - Europapress holding, Zagreb, 2008. (prev. Vida Flaker) ISBN 978-953-300-076-3
  - Šareni dućan, Koprivnica, 2012. (prev. Vida Flaker) ISBN 9789533200354
- Majstor i Margarita (prema prijevodu Vide Vlaker dramatizirala Sanja Ivić); Dani Turbina (prev. Kristian Lewis), Pisma Staljinu / Mihail Afanasejevič Bulgakov (prev. Kristian Lewis.), Gradsko dramsko kazalište "Gavella", Zagreb, 2006., ISBN 953-99926-6-4
- Pseće srce, Bookglobe, Zagreb, 2002. (prev. Dina Kerhin-Lapaine) ISBN 953-6535-16-5

## Vanjske poveznice
|  | Zajednički poslužitelj ima još gradiva o temi Mihail Bulgakov |

- Bulgakovska enciklopedija (na ruskom)
- Moskovski državni muzej "M.A. Bulgakov" (na ruskom i engleskom)
- Dom-muzej Bulgakova u Kijevu (na ruskom, ukrajinskom i engleskom)
- O Bulgakovu na tri jezika (njemačkom, engleskom i ruskom)  Arhivirana inačica izvorne stranice od 14. svibnja 2011. (Wayback Machine)
- Stranica Švondereva o Bulgakovu
- Djela Bulgakova  Arhivirana inačica izvorne stranice od 20. lipnja 2012. (Wayback Machine) u projektu "Moja biblioteka"
- Bulgakov i Vladikavkaz.  Arhivirana inačica izvorne stranice od 26. prosinca 2012. (Wayback Machine) Pisma, fotografije i drugi materijal
- N. Feljdman: Bulgakovska Moskva  Arhivirana inačica izvorne stranice od 8. ožujka 2009. (Wayback Machine) (tekst audioekskurzije)
- Dobrotvorni fond "M.A. Bulgakov" (na bazi kojeg je stvoren Državni muzej "M.A. Bulgakov" u Moskvi)
- Stranica o Bulgakovu i romanu "Majstor i Margarita  Arhivirana inačica izvorne stranice od 19. travnja 2012. (Wayback Machine)